# James Booker Blakemore Wellington
James Booker Blakemore Wellington nebo J. B. B. Wellington (1858 Lansdown – 1939) byl anglický fotograf, vynálezce a podnikatel.

## Život a dílo
Původně se vyučil jako architektonický projektant. V 80. letech se setkal s Georgem Eastmanem v New Yorku, který ho zasvětil do světa fotografie. Wellington byl považován za významného piktorialistického fotografa, zatímco jeho práce byla zjevně inspirována obrazy Johna Constabla a Thomase Gainsborougha. V roce 1892 dostal nabídku stát se členem spolku Linked Ring Brotherhood a stal se členem poroty pro výběr a schvalování výstav pro společnost Photographic Society of Great Britain. Často vystavoval s Královskou fotografickou společností.
Po návratu do Anglie se stal ředitelem továrny Kodak ve Wealdstone a zodpovídal za řadu praktických receptur pro zlepšení emulzí a vývojek. Pracoval například na negativním zesilovači obsahující dusičnan stříbrný, thiokyanatan amonný a thiosíran sodný, nebo také na suchém želatinovém procesu s lepší citlivostí dosahující kratších expozičních časů a menší námahu fotografa.
Kolem roku 1895 se svým švagrem H. H. Wardem založili firmu na výrobu fotografických papírů Wellington & Ward. Firma se později rozšířila o výrobu fotografických desek a filmů. V červenci 1922 koupili firmu Leto Photo Materials (1905) Ltd a v roce 1929 je převzala společnost Ilford Ltd. Před tím však Wellington pracoval pro Elliott & Fry v londýnském Barnetu.
Sbírka medailí a fotografií, které patří potomkům rodiny Wellingtonových byly představeny v pořadu Antiques Roadshow na programu stanice BBC1 20. února 2011.

## Galerie

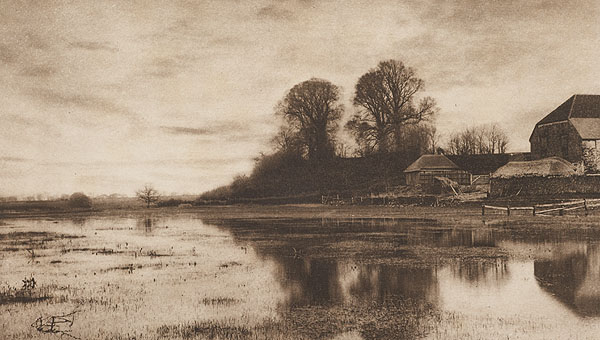
J. B. B. Wellington: Eventide, 1890, fotogravura
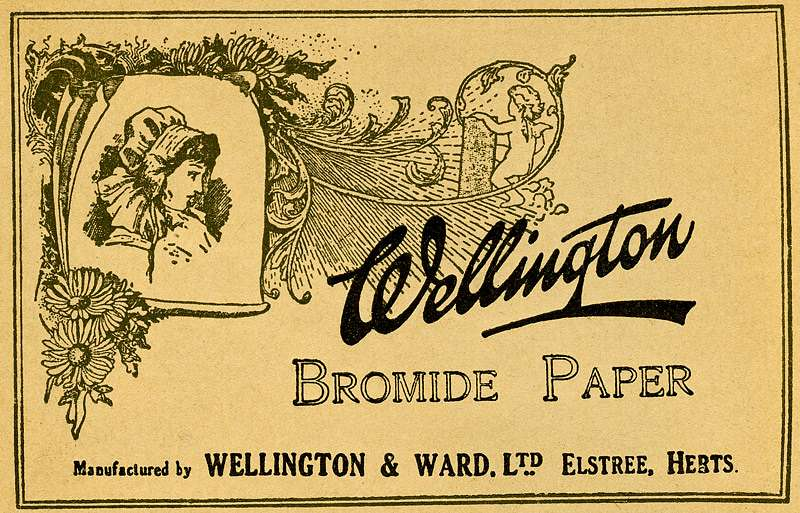
Nálepka pro fotografický bromidový papír "Wellington & Ward", asi 1895
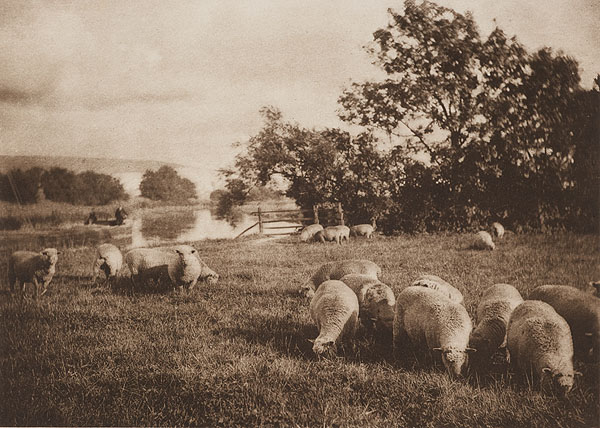
Ovce, studie, 1890
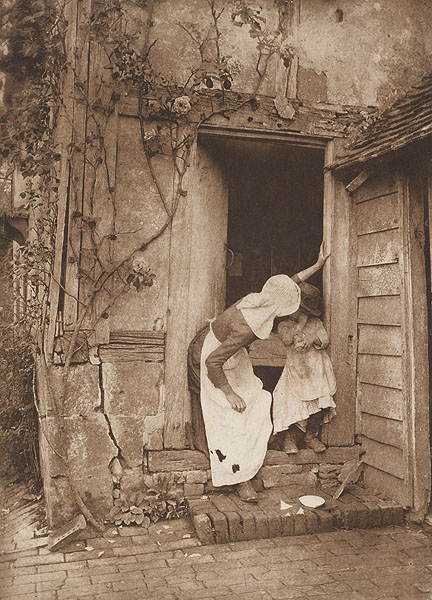
Rozbitý šálek, 1890
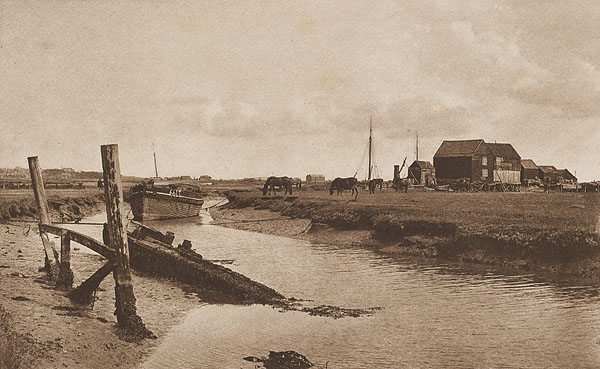
Řeka Tidal, Východní pobřeží, 1890